# Диярбекир (древний город)

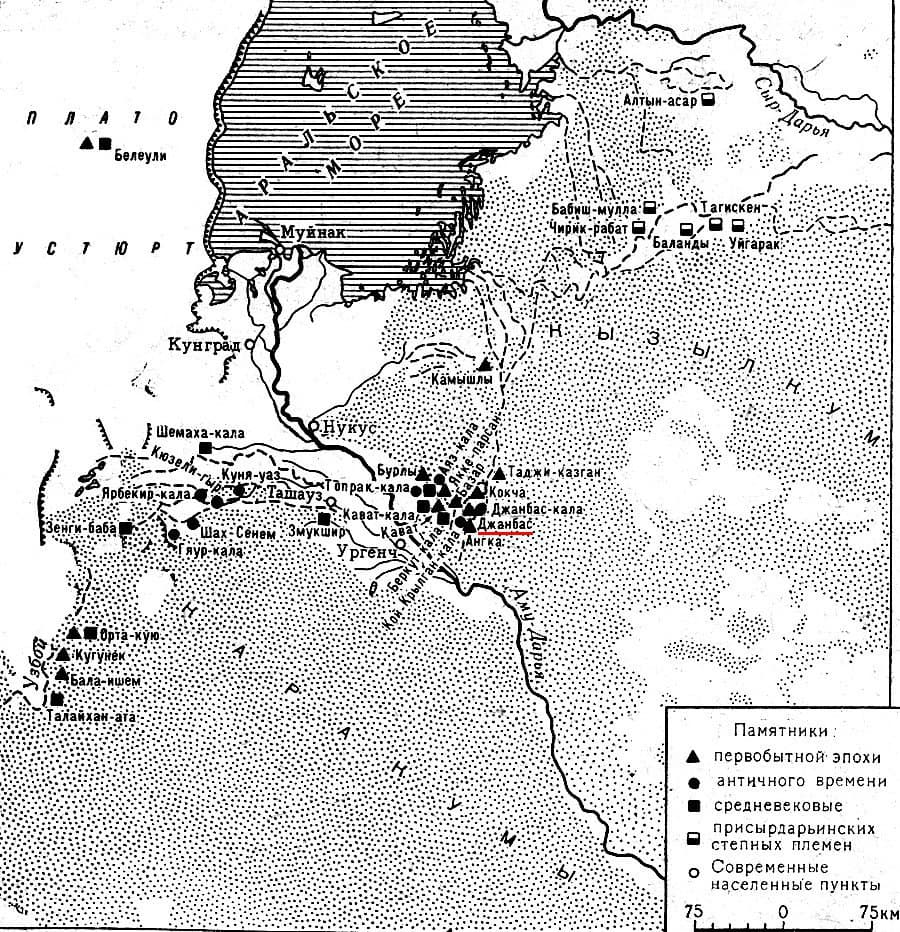
Ярбекир-кала на карте городов Хорезма

Диярбекир (также: Ярбекир-кала; туркм. Diýärbekir) — город (крепость) Туркменистана античного и средневекового периодов, развалины которого находятся в Дашогузском велаяте. В прошлом был частью Хорезма.

## История
Археологи определили, что город возник, вероятнее всего в IV—III вв. до н. э., затем, в течение длительного времени город пребывал в запустении. Средневековый этап жизни относится к периоду существования Государства Великих хорезмшахов (XI—XIII вв) и золотордынскому времени (XIV в.). Считается, что к XV веку население навсегда покинуло это место.

## Описание
В Диярбекире хорошо сохранились крепостные стены средневековой эпохи с внутренним стрелковым коридором, а также полуовальные башни. В восточной стене имеются остатки привратного сооружения. Внутри самой крепости и вокруг нее сохранились остатки различных построек. К юго-востоку от крепости находятся руины крупного объекта эпохи Хорезмшахов — вероятно, караван-сарай нестандартной планировки. В окрестностях существовало много ирригационных сооружений, гончарных мастерских и жилых усадеб.

## Интересные факты
Туркменские старожилы Дашогузского велаята считают, что именно это крепость была упомянута в туркменском дастане «Шасенем и Гариб». По мнению исследователя хорезмийской цивилизации, туркменского археолога Х. Юсупова, крепость Диярбекир упомянута в трудах историка Государства Хулагуидов XIII—XIV вв. Хамдаллаха Казвини под названием Хорезм-и-ноу (новый Хорезм).